# Sterkfontein
Sterkfontein és un cràter de l'asteroide de la família Coronis del cinturó principal, (243) Ida, situat amb el sistema de coordenades planetocèntriques a -4.1 ° de latitud nord i 54.1 ° de longitud est. Fa un diàmetre de 4.7 km. El nom va ser fet oficial per la UAI el 1997 i fa referència a Sterkfontein, un sistema de coves de Sud-àfrica.